# Долар Кајманских Острва
Долар Кајманских Острва или кајмански долар (енгл. Cayman (Islands) dollar,  ; симбол: $) је име валуте која се корсти на Кајманским Острвима. Симбол валуте је $ или — алтернативно — CI$ (како би се направила разлика од осталих валута које имају деноминацију базирану на долару). Подељен је на 100 центи, а 22. априла 2014. године био је 9. највреднија валута на свету.

## Историја
Долар Кајманских Острва је у употребу уведен 1972. године, као замена за јамајкански долар (по паритету). Јамајканска валута и долар Кајманских Острва су остали законска платежна средства све до 1. августа 1972. године, када је јамајканска валута престала бити законско средство плаћања. Долар Кајманских Острва је имао фиксни девизни курс у односу на амерички долар, и то тако да је 1 долар Кајманских Острва вредео 1,2 америчких долара (од ступања на снагу Закона о валутама, 1. априла 1974. године). Године 1983, закон из 1974. је укинут и замењен Прерађеним Законом о валутама, који је и сам касније (1997. године) замењен секцијом 22 Закона о монетарном ауторитету. У секцији 22 ревизије из 2013. године, вредност кајманског долара у Сједињеним Америчким Државама је одређена одлуком гувернера.

## Кованице
Године 1972, кованице у апоенима од 1, 5, 10 и 25 центи бивају уведене. Кованица у вредности од 1 ¢ је кована од бронзе, док су остале коване од купроникла. Од 1992. године, бакар и никловани челик заменили су (редом) бронзу и купроникл.

## Новчанице
1. маја 1972, Одел за валуту Кајманских острва увео је апоене папирног новца за државу, и то од 1, 5, 10 и 25 долара. Новчанице од 40 долара су ушле у употребу 1981. године, али неколико година после су укинуте; 1982. године уведена је новчаница од 100 долара, а 1987. од 50 долара. 1. јануара 1997. Монетарни ауторитет Кајманских Острва (CIMA) преузео је одговорност за издавање папирног новца, а штампале су се новчанице од 1, 5, 10, 25, 50 и 100 долара. Тренутна серија новчаница је штампана 4. априла 2011. године.
| Слика  | Вредност | Димензије      | Основна боја                         | Опис                                                                                         | Опис                                                        | Година издавања | Датум првог издавања | Водени жиг                          |
| Слика  | Вредност | Димензије      | Основна боја                         | Аверс                                                                                        | Реверс                                                      | Година издавања | Датум првог издавања | Водени жиг                          |
| ------ | -------- | -------------- | ------------------------------------ | -------------------------------------------------------------------------------------------- | ----------------------------------------------------------- | --------------- | -------------------- | ----------------------------------- |
| [ 9 ]  | 1 $      | 156 mm x 66 mm | љубичаста, морска плава и наранџаста | риба анђео; мапа Кајманских Острва; грб Кајманских Острва; Краљица Елизабета II              | оклоп Наутилуса; литице на Кајман Браку                     | 2010.           | 4. април. 2011.      | желва; електротип „”; камен темељац |
| [ 10 ] | 5 $      | 156 mm x 66 mm | зелена                               | каретне желве; мапа Кајманских Острва; грб Кајманских Острва; Краљица Елизабета II           | шкољка; кајмански папагаји                                  | 2010.           | 4. април. 2011.      | желва; електротип „”; камен темељац |
| [ 11 ] | 10 $     | 156 mm x 66 mm | црвена, љубичаста и тамносива        | копнени ракови; мапа Кајманских Острва; грб Кајманских Острва; Краљица Елизабета II          | шкољка; орхидеја дивље банане                               | 2010.           | 4. април. 2011.      | желва; електротип „”; камен темељац |
| [ 12 ] | 25 $     | 156 mm x 66 mm | тамносмеђа, светлосмеђа и наранџаста | шкољке; мапа Кајманских Острва; грб Кајманских Острва; Краљица Елизабета II                  | шкољка; желва; риба; корал                                  | 2010.           | 4. април. 2011.      | желва; електротип „”; камен темељац |
| [ 13 ] | 50 $     | 156 mm x 66 mm | љубичаста                            | раже; мапа Кајманских Острва; грб Кајманских Острва; Краљица Елизабета II                    | шкољка; ража                                                | 2010.           | 4. април. 2011.      | желва; електротип „”; камен темељац |
| [ 14 ] | 100 $    | 156 mm x 66 mm | наранџаста, смеђа и црвена           | кајмански шкуна бродови; мапа Кајманских Острва; грб Кајманских Острва; Краљица Елизабета II | шкољка; поглед из ваздуха на финансијски центар у Џорџтауну | 2010.           | 4. април. 2011.      | желва; електротип „”; камен темељац |

## Курсне листе
На Острвима, амерички долар је прихваћен као легална валута у свим хотелима, ресторанима и малопродајним објектима по течају 1 амерички долар = 80 кајманских центи. Кусур се враћа већином у доларима Кајманских Острва.
Банке купују америчке доларе за 82 кајманска цента и продају 1,2 америчких долара за 1 долар Кајманских Острва. Од 2014. године, Монетарни ауторитет Кајманских Острва користи малопродајни курс 1,00 CI$ = 1,227 US$.

## Пола фунте
Долар Кајманских Острва је изданак јамајканског долара, који је убити вредан пола фунте стерлинг. Јамајка је баш као и Јужна Африка, Аустралија и Нови Зеланд користила јединицу пола фунте уместо једне фунте при усвајању децималног система. Избор имена долар је био подстакнут чињеницом да је смањена вредност нове валуте одговарала ближе вредности америчког долара него вредности фунте стерлинг.